# Richard Leech
Richard Leech (Contea di Broome, 26 marzo 1957) è un tenore statunitense, vincitore del Richard Tucker Award nel 1988, e particolarmente legato a ruoli lirici dei repertori italiano e francese.

## Biografia
Cresciuto ed educato a Vestal, New York, ha frequentato la Eastman School of Music, ma ha abbandonato dopo un semestre. Ha iniziato la sua carriera nei primi anni '80, apparendo con la Tri-Cities Opera.
Leech ha fatto il suo debutto alla New York City Opera nel 1984 come Rodolfo ne La bohème. Ben presto aggiunse i ruoli del Duca in Rigoletto e Alfredo ne La traviata.
Il 25 marzo 1987 Leech iniziò un'affiliazione ventennale con la Cincinnati Opera con il suo debutto come Hoffmann in Les contes d'Hoffmann. Continuò cantando Roméo in Roméo et Juliette nel 1989 e 1994, Riccardo in Un ballo in maschera nel 1991, Cavaradossi in Tosca nel 1993, Don José in Carmen nel 2004 e il ruolo del protagonista del Faust di Gounod nel 2007. La Cincinnati Opera lo presentò in un recital da solista per il suo 75º anniversario nel 1995.
Per la San Diego Opera, dove è apparso in dodici stagioni tra il 1988 e il 2008, tra i suoi ruoli figuravano il suo primo Don José (Carmen), Werther (Werther) e Turridu (Cavalleria rusticana).
Ha cantato in oltre 175 spettacoli al Metropolitan Opera, dove ha debuttato nel 1989 come Rodolfo. Altri ruoli includevano Pinkerton in Madama Butterfly e Faust in Mefistofele di Boito. La sua ultima apparizione al Metropolitan Opera fu nel 2012 in The Makropulos Affair.
È apparso anche all'Opera di Chicago, alla San Francisco Opera, alla Los Angeles Opera e a Houston.
Sulla scena internazionale ha debuttato clamorosamente a Berlino, come Raoul ne Gli ugonotti nel 1987, e da allora è apparso all'Opera di Parigi, alla Royal Opera House di Londra, alla Scala di Milano, ecc.
Leech si è affermato come uno dei tenori più importanti al mondo in ruoli lirici come Edgardo, Duca di Mantova, Alfredo, Faust, Roméo, Hoffmann, des Grieux, Werther, Pinkerton ed altri. Possedendo una bella voce chiara con un registro acuto entusiasmante, è stato paragonato a Jussi Björling e Luciano Pavarotti dalla critica.
Nel 2015 ha iniziato una nuova affiliazione con il Michigan Opera Theatre come Direttore dei programmi per artisti residenti.